# Trillium Cup
La Trillium Cup è un trofeo calcistico conteso tra il Columbus Crew e il Toronto FC e prende il nome dal simbolo che hanno in comune la provincia dell'Ontario (Canada) e lo stato dell'Ohio (Stati Uniti). È stato istituito nel 2008, la stagione successiva all'ingresso del Toronto nella Major League Soccer.
Il trofeo viene assegnato alla squadra che ha ottenuto più punti negli scontri diretti durante la stagione regolare della MLS. In caso di pareggio nella serie, la coppa va alla squadra che ha segnato più reti negli scontri diretti stagionali e, in caso di ulteriore parità, a chi ha marcato il maggior numero di gol in trasferta. Qualora anche in questo caso vi sia una situazione di equilibrio, il trofeo viene mantenuto dall'ultimo vincitore.

## Vincitore per anno

### Era ufficiale
| Anno | Vincitore     | Punteggio | Reti totali |
| ---- | ------------- | --------- | ----------- |
| 2008 | Columbus Crew | 5-2       | 3-1         |
| 2009 | Columbus Crew | 5-2       | 5-4         |
| 2010 | Columbus Crew | 4-1       | 4-2         |
| 2011 | Toronto FC    | 4-1       | 5-3         |
| 2012 | Columbus Crew | 9-0       | 5-2         |
| 2013 | Columbus Crew | 6-3       | 4-2         |
| 2014 | Toronto FC    | 9-0       | 8-4         |
| 2015 | Columbus Crew | 7-1       | 7-3         |
| 2016 | Toronto FC    | 5-2       | 4-1         |
| 2017 | Toronto FC    | 6-3       | 8-3         |
| 2018 | Columbus Crew | 4-1       | 5-3         |
| 2019 | Toronto FC    | 4-1       | 3-2         |
| 2020 | Toronto FC    | 3-0       | 3-1         |
| 2021 | Toronto FC    | 3-3       | 3-2         |

### Era non ufficiale
| Anno | Vincitore     | Punteggio | Reti totali |
| ---- | ------------- | --------- | ----------- |
| 2007 | Columbus Crew | 7-1       | 6-3         |

## Risultati
Vittoria Columbus
  Pareggio
  Vittoria Toronto
| Trillium Cup per anno | Trillium Cup per anno | Trillium Cup per anno | Risultati individuali | Risultati individuali   | Risultati individuali | Risultati individuali | Risultati individuali | Risultati individuali                              |
| Competizione          | Anno                  | Vincitore             | Reti totali           | Stadio                  | Data                  | Risultato             | Risultato             | Fonte                                              |
| Competizione          | Anno                  | Vincitore             | Reti totali           | Stadio                  | Data                  | Columbus              | Toronto               | Fonte                                              |
| --------------------- | --------------------- | --------------------- | --------------------- | ----------------------- | --------------------- | --------------------- | --------------------- | -------------------------------------------------- |
| Major League Soccer   | 2007                  | Columbus Crew         | 6-3                   | Columbus Crew Stadium   | 26 maggio 2007        | 2                     | 2                     |                                                    |
| Major League Soccer   | 2007                  | Columbus Crew         | 6-3                   | Columbus Crew Stadium   | 22 luglio 2007        | 2                     | 0                     |                                                    |
| Major League Soccer   | 2007                  | Columbus Crew         | 6-3                   | BMO Field               | 22 Settembre 2007     | 2                     | 1                     |                                                    |
| Major League Soccer   | 2008                  | Columbus Crew         | 3-1                   | Columbus Crew Stadium   | 29 marzo 2008         | 2                     | 0                     | Archiviato il 10 gennaio 2018 in Internet Archive. |
| Major League Soccer   | 2008                  | Columbus Crew         | 3-1                   | BMO Field               | 17 maggio 2008        | 0                     | 0                     |                                                    |
| Major League Soccer   | 2008                  | Columbus Crew         | 3-1                   | BMO Field               | 13 settembre 2008     | 1                     | 1                     |                                                    |
| Major League Soccer   | 2009                  | Columbus Crew         | 5-4                   | Columbus Crew Stadium   | 28 marzo 2009         | 1                     | 1                     |                                                    |
| Major League Soccer   | 2009                  | Columbus Crew         | 5-4                   | BMO Field               | 2 maggio 2009         | 1                     | 1                     |                                                    |
| Major League Soccer   | 2009                  | Columbus Crew         | 5-4                   | Columbus Crew Stadium   | 25 luglio 2009        | 3                     | 2                     |                                                    |
| Major League Soccer   | 2010                  | Columbus Crew         | 4-2                   | Columbus Crew Stadium   | 27 marzo 2010         | 2                     | 0                     |                                                    |
| Major League Soccer   | 2010                  | Columbus Crew         | 4-2                   | BMO Field               | 16 ottobre 2010       | 2                     | 2                     |                                                    |
| Major League Soccer   | 2011                  | Toronto FC            | 5-3                   | BMO Field               | 23 aprile 2011        | 1                     | 1                     |                                                    |
| Major League Soccer   | 2011                  | Toronto FC            | 5-3                   | Columbus Crew Stadium   | 10 settembre 2011     | 2                     | 4                     |                                                    |
| Major League Soccer   | 2012                  | Columbus Crew         | 5-2                   | BMO Field               | 31 marzo 2012         | 1                     | 0                     |                                                    |
| Major League Soccer   | 2012                  | Columbus Crew         | 5-2                   | Columbus Crew Stadium   | 22 agosto 2012        | 2                     | 1                     |                                                    |
| Major League Soccer   | 2012                  | Columbus Crew         | 5-2                   | Columbus Crew Stadium   | 28 ottobre 2012       | 2                     | 1                     |                                                    |
| Major League Soccer   | 2013                  | Columbus Crew         | 4-2                   | BMO Field               | 18 maggio 2013        | 1                     | 0                     |                                                    |
| Major League Soccer   | 2013                  | Columbus Crew         | 4-2                   | BMO Field               | 27 luglio 2013        | 1                     | 2                     |                                                    |
| Major League Soccer   | 2013                  | Columbus Crew         | 4-2                   | Columbus Crew Stadium   | 17 agosto 2013        | 2                     | 0                     |                                                    |
| Major League Soccer   | 2014                  | Toronto FC            | 8-4                   | Columbus Crew Stadium   | 5 aprile 2014         | 0                     | 2                     |                                                    |
| Major League Soccer   | 2014                  | Toronto FC            | 8-4                   | BMO Field               | 31 maggio 2014        | 2                     | 3                     |                                                    |
| Major League Soccer   | 2014                  | Toronto FC            | 8-4                   | Columbus Crew Stadium   | 9 agosto 2014         | 2                     | 3                     |                                                    |
| Major League Soccer   | 2015                  | Columbus Crew SC      | 7-3                   | Mapfre Stadium          | 14 marzo 2015         | 2                     | 0                     |                                                    |
| Major League Soccer   | 2015                  | Columbus Crew SC      | 7-3                   | Mapfre Stadium          | 25 luglio 2015        | 3                     | 3                     |                                                    |
| Major League Soccer   | 2015                  | Columbus Crew SC      | 7-3                   | BMO Field               | 17 ottobre 2015       | 2                     | 0                     |                                                    |
| Major League Soccer   | 2016                  | Toronto FC            | 4-1                   | BMO Field               | 21 maggio 2016        | 0                     | 0                     |                                                    |
| Major League Soccer   | 2016                  | Toronto FC            | 4-1                   | Mapfre Stadium          | 13 luglio 2016        | 1                     | 1                     |                                                    |
| Major League Soccer   | 2016                  | Toronto FC            | 4-1                   | BMO Field               | 31 luglio 2016        | 0                     | 3                     |                                                    |
| Major League Soccer   | 2017                  | Toronto FC            | 8-3                   | Mapfre Stadium          | 15 aprile 2017        | 2                     | 1                     |                                                    |
| Major League Soccer   | 2017                  | Toronto FC            | 8-3                   | Mapfre Stadium          | 10 maggio 2017        | 1                     | 2                     |                                                    |
| Major League Soccer   | 2017                  | Toronto FC            | 8-3                   | BMO Field               | 26 maggio 2017        | 0                     | 5                     |                                                    |
| Playoff MLS           | 2017                  | Toronto FC            | 1–0                   | Mapfre Stadium          | 21 novembre 2017      | 0                     | 0                     |                                                    |
| Playoff MLS           | 2017                  | Toronto FC            | 1–0                   | BMO Field               | 29 novembre 2017      | 0                     | 1                     |                                                    |
| Major League Soccer   | 2018                  | Columbus Crew SC      | 5-3                   | BMO Field               | 3 marzo 2018          | 2                     | 0                     |                                                    |
| Major League Soccer   | 2018                  | Columbus Crew SC      | 5-3                   | Mapfre Stadium          | 2 giugno 2018         | 3                     | 3                     |                                                    |
| Major League Soccer   | 2019                  | Toronto FC            | 3-2                   | Mapfre Stadium          | 17 agosto 2019        | 2                     | 2                     |                                                    |
| Major League Soccer   | 2019                  | Toronto FC            | 3-2                   | BMO Field               | 6 ottobre 2019        | 0                     | 1                     |                                                    |
| Major League Soccer   | 2020                  | Toronto FC            | 3-1                   | Pratt & Whitney Stadium | 27 settembre 2020     | 1                     | 3                     |                                                    |
| Major League Soccer   | 2021                  | Toronto FC            | 3-2                   | Exploria Stadium        | 12 maggio 2021        | 0                     | 2                     |                                                    |
| Major League Soccer   | 2021                  | Toronto FC            | 3-2                   | Historic Crew Stadium   | 29 maggio 2021        | 2                     | 1                     |                                                    |

## Statistiche
|                       | Partite | Vittorie Columbus Crew | Pareggi | Vittorie Toronto FC | Reti Columbus Crew | Reti Toronto FC |
| --------------------- | ------- | ---------------------- | ------- | ------------------- | ------------------ | --------------- |
| Stagione regolare MLS | 38      | 15                     | 12      | 11                  | 55                 | 54              |
| Playoff MLS           | 2       | 0                      | 1       | 1                   | 0                  | 1               |
| Totale                | 40      | 15                     | 13      | 12                  | 55                 | 55              |